# كريستيان تشارتير
كريستيان تشارتير هو لاعب هوكي جليد كندي، ولد في 29 ديسمبر 1980 في St. Lazare, Manitoba ‏ في كندا.

## وصلات خارجية
- كريستيان تشارتير على موقع دوري الهوكي الوطني (الإنجليزية)
- كريستيان تشارتير على موقع EliteProspects.com (الإنجليزية)
- كريستيان تشارتير على موقع HockeyDB.com (الإنجليزية)